# Гарние
Гарние (на френски: Garnier) e козметичен бранд на френската компания Л'Ореал, специализиран в продукти за грижа за косата и кожата.

## История
Компанията е създадена през 1904 г. като „Лаборатоар Гарние“. През 1970-те години е придобита от Л'Ореал.
Гарние се предлага като луксозна марка козметични продукти в редица държави по света, като специфичната продуктова гама е таргетирана към различни видове кожа и култури.